# Burg Wenden

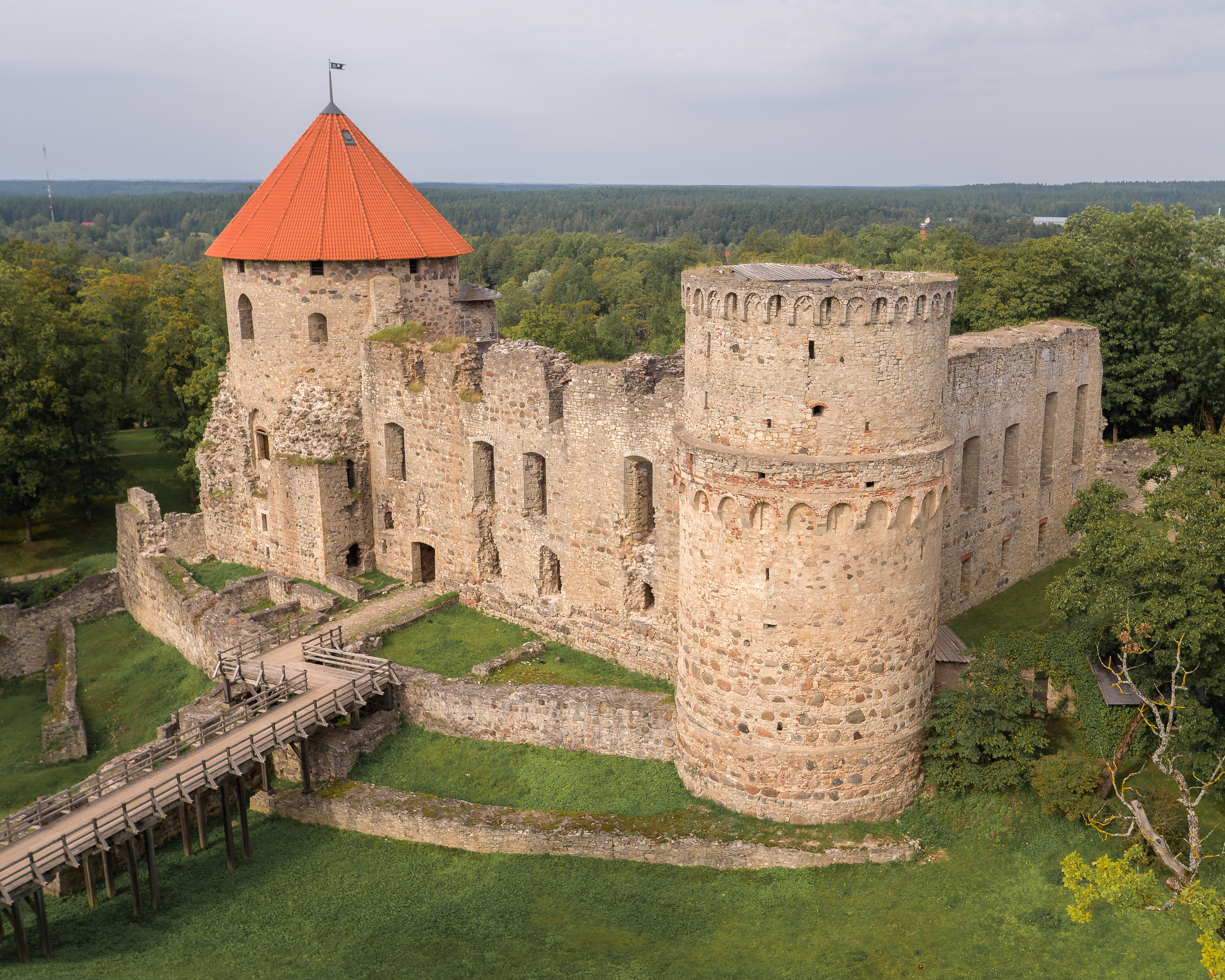
Luftbild der Kernburg von Wenden, Ansicht von Südosten

Burg Wenden (lettisch Cēsu pils) ist die Ruine einer ehemaligen Deutschordensburg in der lettischen Stadt Cēsis (deutsch Wenden). Mit kurzen Unterbrechungen war sie von 1297 bis 1561 Sitz des livländischen Landmeisters und Verwaltungszentrum des gesamten Ordensbesitzes in Livland.
Von dem Schwertbrüderorden im ersten Viertel des 13. Jahrhunderts errichtet, ersetzte sie eine hölzerne Vorgängeranlage und wurde nach Eingliederung des Schwertbrüderordens in den Deutschen Orden unter Hermann von Balk zum Hauptsitz des Meistertums Livland. Dort wurden auch die Provinzialkapitel des Ordens durchgeführt.
Balks Nachfolger bauten die Burg bis etwa Anfang des 15. Jahrhunderts zu einer geschlossenen Vierflügelanlage mit drei befestigten Vorburgen aus. Während des 15. bis 17. Jahrhunderts wurde die Anlage mehrfach belagert, erobert, verwüstet sowie beschädigt und nach 1703 endgültig aufgegeben. Zu jener Zeit war sie bereits verfallen.
Im 18. Jahrhundert ließ die damalige Eigentümerin, die Familie von Wolff, im Bereich einer der Vorburgen ein Herrenhaus als neues Wohnhaus errichten, und ab 1812 erfolgte durch die Familie Sievers die Anlage eines Landschaftsgartens im romantischen Stil. Ersten Instandhaltungsmaßnahmen im Jahr 1912 folgten in regelmäßigen Abständen zwar weitere Erhaltungs- und Restaurierungsmaßnahmen, aber die Burg blieb trotz vorhandener Wiederaufbaupläne eine Ruine, die heute eine der touristischen Hauptattraktionen der Stadt Cēsis ist.
Die Anlage steht seit dem 16. Dezember 1998 als Kulturdenkmal unter Denkmalschutz und zählt zu den besterhaltenen Burgruinen Lettlands. Der Nussberg genannte Burghügel, auf dem die hölzerne Vorgängeranlage stand, ist seit demselben Tag ebenfalls als Denkmal geschützt.

## Geschichte

### Anfänge

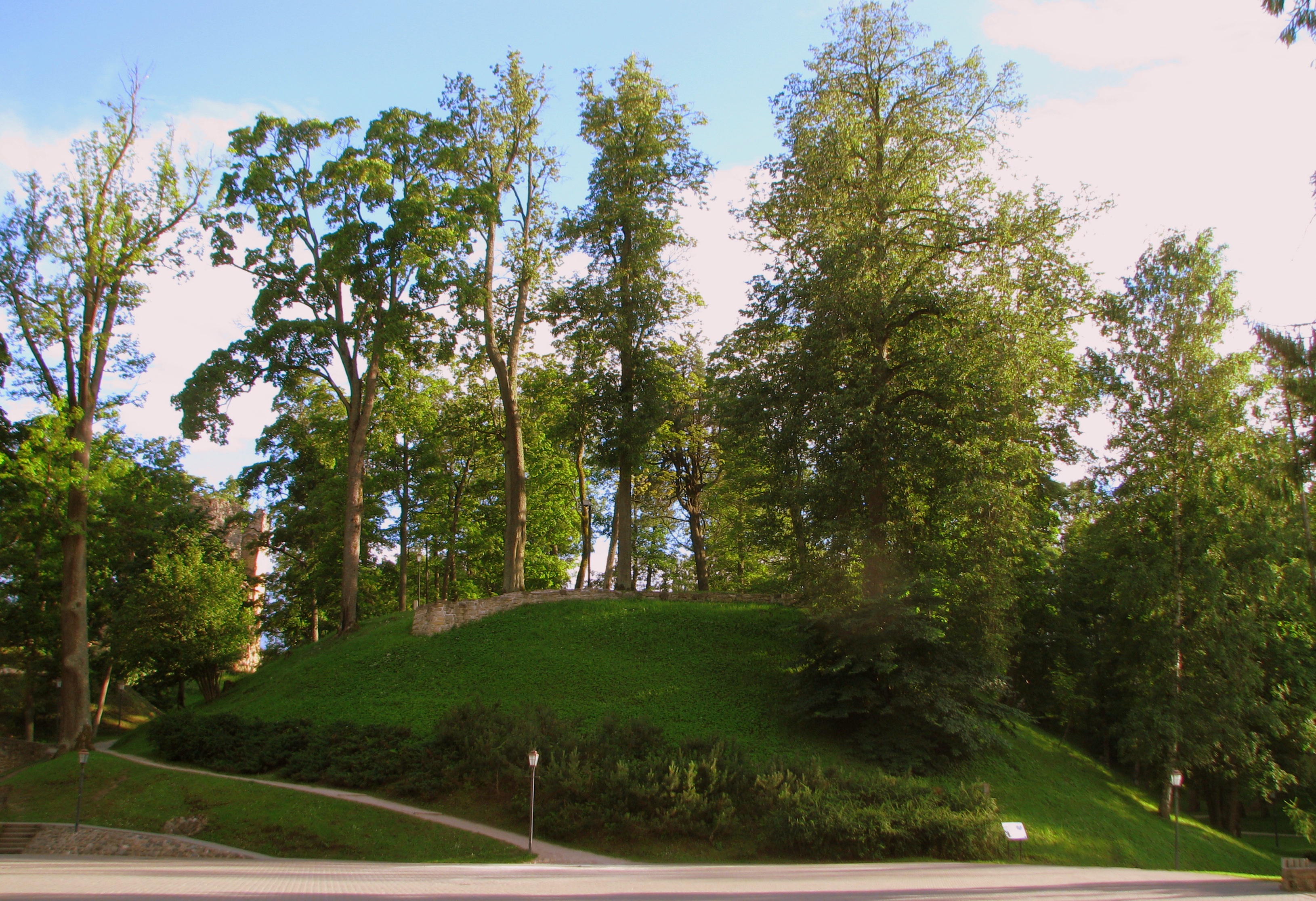
Auf dem Nussberg stand die erste Ordensburg.

Nach der Eroberung des Gebiets um Wenden durch den Schwertbrüderorden errichtete dieser ab etwa 1206 unter seinem Herrenmeister Wenno mit der Burg Alt-Wenden eine hölzerne Burg auf dem Nussberg, wo sich auch schon eine Siedlung der Lettgallen befand. Die Livländische Reimchronik berichtet von dem Bau dieser ersten Burg, die fortan als Stützpunkt des Ordens diente. Ältere Publikationen nennen oft das Jahr 1209 als Baubeginn für eine steinerne Nachfolgeanlage in unmittelbarer Nachbarschaft zur Holzburg, doch mit der Errichtung der Steinburg begann erst nach 1212 Wennos Nachfolger Volkwin von Naumburg im zweiten Jahrzehnt des 13. Jahrhunderts. Noch für das Jahr 1210 ist verbürgt, dass die Schwertbrüder auf Alt-Wenden wohnten. 1224 war der Bau beendet, die hölzerne Befestigung auf dem Nussberg diente danach als Vorwerk der neuen Anlage. Schon drei Jahre zuvor war die Burgsiedlung 1221 wegen eines Brandes erstmals urkundlich erwähnt worden. Sie erhielt schon bald Stadtrechte und wurde Mitglied der Hanse.

### Aus- und Umbau

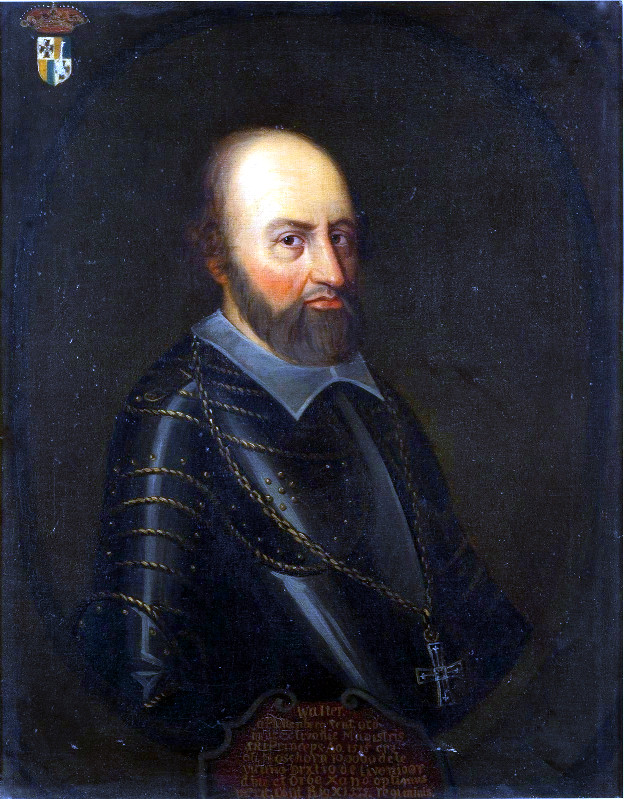
Wolter von Plettenberg baute Burg Wenden zu ihrer endgültigen Größe aus.

Nach der Eingliederung des Schwertbrüderordens in den Deutschen Orden erwählte der erste livländische Landmeister Hermann von Balk die Burg Wenden zu seinem Hauptsitz und machte sie damit zum Zentrum des Meistertums Livland mit dessen Zentralarchiv und Kanzlei sowie der Ordensbibliothek. Balk ließ 1237/1238 noch Ergänzungen an der Anlage vornehmen. Aus jener Zeit ist aber bis auf wenige Mauerfragmente nichts mehr erhalten. Bis vermutlich 1400 wurde die Kernburg durch die Landmeister Wennemar von Brüggenei und Konrad von Vietinghoff zu einer geschlossenen Vierflügelanlage in Form einer Kastellburg mit einem wuchtigen Vierecksturm an der Westecke ausgebaut. Zugleich erfolgte der Bau von drei Vorburgen und die Verstärkung der Befestigungen durch die Anlage von Zwingern und Wassergräben.
1413 brach die Bautätigkeit an der Burg aufgrund geänderter Machtverhältnisse ab, denn nach der 1410 verlorenen Schlacht von Tannenberg stritten der Deutsche Orden und das Erzbistum Riga um die Vormachtstellung in Livland. Als Konsequenz führte der Orden in jener Zeit nur noch an militärischen Anlagen Baumaßnahmen durch.
Nachdem der Papst die Rigaer Bürgerschaft 1428 vom Treueid gegenüber dem Orden entbunden hatte, verlegte der Landesmeister vorsichtshalber für ein einige Jahre nach Wenden, das als vorübergehendes Ausweichquartier und Nebenresidenz gedacht war. Beim Aufstand der Rigaer Brüger Anfang der 1480er Jahre, bei der das Schloss in Riga belagert und zerstört wurde, musste der Ordensmeister sich für längere Zeit nach Wenden zurückziehen. Auch nach der erneuten Unterwerfung Rigas 1491 und Wiederaufbau des Rigaer Schlosses kehrten die Landmeister nicht nach Riga zurück, sondern blieben bis zum Untergang der livländischen Ordensherrschaft 1561 im nunmehrigen „Haupthaus“ oder „Hauptschloss“ in Wenden.
Am Ende des 15./zu Beginn des 16. Jahrhunderts ließ Landmeister Wolter von Plettenberg vier neue Türme in der Burg Wenden errichten und viele Innenräume mit gotischen Gewölbedecken ausstatten. Aus dieser Zeit stammen die beiden Rundtürme an der Süd- und Nordecke der Kernburg sowie zwei weitere Rundtürme in den Vorburgen. Zudem ließ Plettenberg den westlichen Vierecksturm um 1500 teilweise umbauen, so dass er sein heutiges, rundes Obergeschoss erhielt. Zu den Plettenbergschen Veränderungen im Inneren der Kernburg zählten die Einwölbung des Festsaals im Südflügel sowie 1522 die Fertigstellung des Sterngewölbes in der sogenannten Meisterkammer, dem Repräsentationsraum des Landmeisters im Westturm der Burg.

### Frühe Neuzeit
In der zweiten Hälfte des 16. Jahrhunderts wurde Wenden im Zuge des Livländischen Krieges zweimal von russischen Truppen erobert und verwüstet. Erstmals geschah dies im Jahr 1560. Nur ein Jahr später trat der letzte Ordensmeister Gotthard Kettler das Meistertum Livland – und damit auch Burg und Stadt Wenden – an Polen ab, um es im Rahmen der Union von Wilna vom polnischen König Sigismund II. August als weltliches, protestantisches Herzogtum Kurland und Semgallen zurückzuerhalten. Nachdem sich Wenden am 2. August 1577 Magnus von Dänemark ergeben hatte, wurde es daraufhin ein weiteres Mal von Soldaten Iwans des Schrecklichen belagert und beschossen. Der Chronist Balthasar Rüssow berichtete in seiner Chronica der Provinz Lyfflandt, dass sich dreihundert in einem Burgflügel versammelte Menschen aus Angst vor Repressalien in der Gefangenschaft am 5. September 1577 in die Luft sprengten, indem sie vier Tonnen Pulver entzündeten. Die benachbarte romanische Kapelle wurde dabei ebenfalls zerstört. Die heutige Forschung geht davon aus, dass die von Rüssow genannte Zahl von Personen wohl übertrieben war, aber bei Ausgrabungen im Jahr 1974 wurden im Keller des einstigen Westflügels tatsächlich sechs Skelette gefunden, die in unnatürlichen Stellungen unter Bauschutt begraben worden waren und in die Zeit des Livländischen Krieges datiert konnten. Im Dezember 1577 wurden Burg und Stadt von einer Einheit unter dem Kommando Johann Bierings zurückerobert. Eine erneute moskowitische Eroberung konnte im Februar und März 1578 durch ein polnisch-schwedisches Entsatzheer abgewehrt werden.

### Wechselnde Besitzverhältnisse
Der Anfang des 17. Jahrhunderts bedeutete für die Burg Wenden eine unruhige Zeit. Mal stand sie unter schwedischer, mal unter polnischer Herrschaft. Während dieser umkämpften Zeit wurde 1604 ein Saal im Südflügel der Anlage gesprengt. Im Jahr 1626 fiel sie endgültig an Schweden. Schon am 19. August 1622 hatte der schwedische König Gustav II. Adolf die Burg Wenden und den dazugehörenden Landbesitz mit weiteren Gütern seinem Kanzler Axel Oxenstierna geschenkt. Dessen Familie besaß die Anlage bis zur Güterreduktion 1680, als sie enteignet wurde. In den 1680er Jahren war die Burg Wenden aber schon nicht mehr bewohnbar, lediglich die landwirtschaftlich genutzten Gebäude waren noch in Ordnung. Während des Großen Nordischen Krieges wurde die Stadt Wenden 1703 von russischen Truppen eingenommen und niedergebrannt. Ob dies aber auch für die Burg zutraf, ist fraglich. Trotzdem kam es anschließend zur Aufgabe der Anlage.

### Russische Herrschaft und teilweiser Neubau

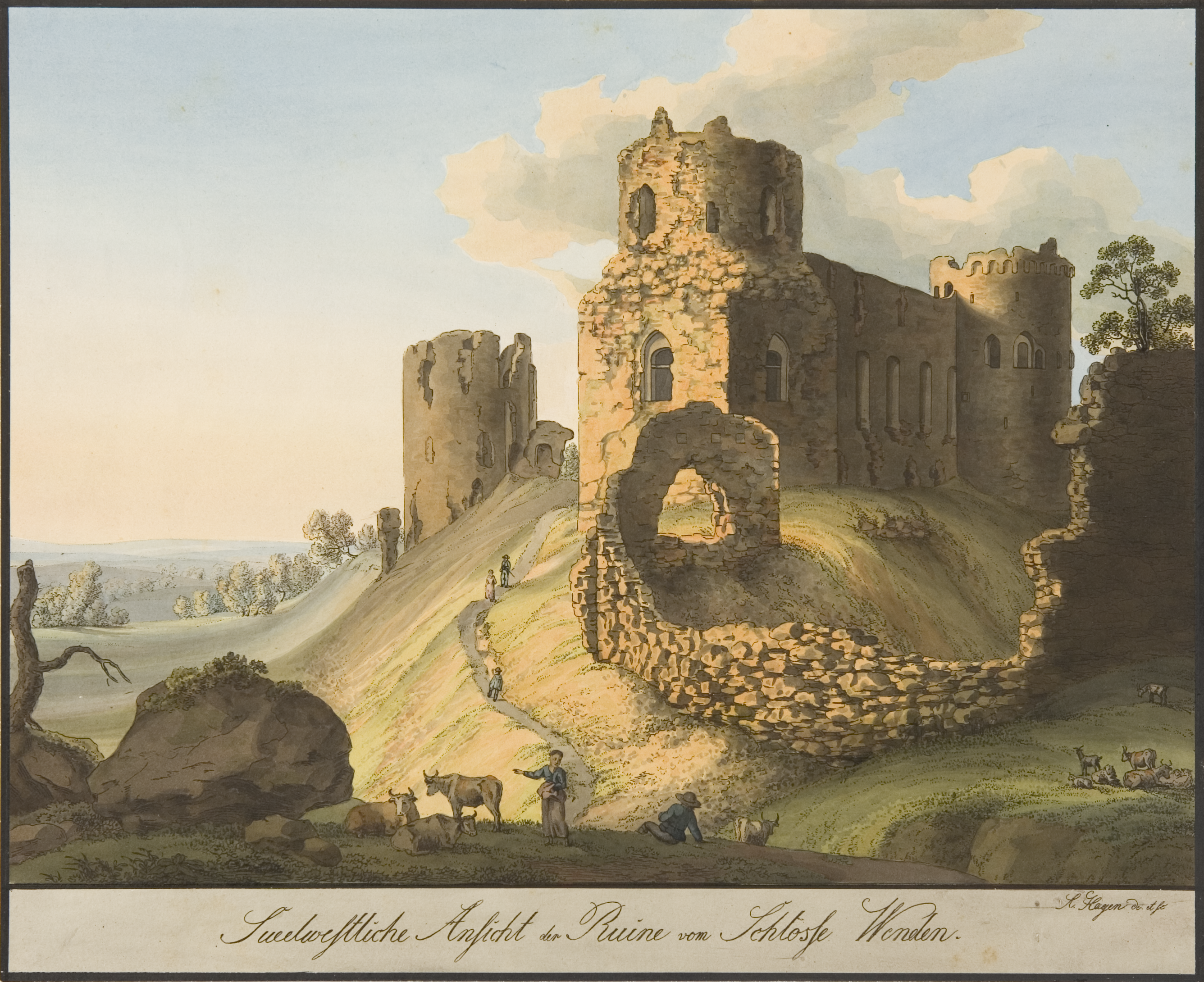
Kolorierte Zeichnung der Burgruine von August Matthias Hage, 1820

Als Wenden 1721 durch Eroberungen Peters des Großen an Russland fiel, kam die Burg in Staatsbesitz, ehe die russische Kaiserin Anna Iwanowna sie 1730 an ihren Günstling Ernst Johann von Biron gab. Dieser verpachtete das auf dem Burgareal beheimatete Gut. Nachdem er in Ungnade gefallen und verhaftet worden war, wurde sein gesamtes Vermögen – und damit auch die Burg Wenden – konfisziert, und Kaiserin Elisabeth I. übertrug den Wendener Besitz anschließend dem Reichskanzler Alexei Petrowitsch Bestuschew-Rjumin. Er verkaufte ihn am 7. Juli 1755 für 80.000 Rubel an Johann Gottlieb von Wolff. Dessen Familie ließ um 1761 ein Herrenhaus im Bereich der östlichen Vorburg errichten. Für 47.000 Rubel wechselte das Gut anschließend an Carl Adam von Wolff, dessen Witwe und Kinder es am 29. November 1777 für 96.000 Taler Alb. an Karl von Sievers veräußerten. Er ließ in der Zeit von 1812 bis 1815 auf dem Burgareal einen Landschaftsgarten anlegen, der damit einer der wenigen Parks im heutigen Lettland ist, in dem eine echte und keine künstliche Ruine steht. Es existierten im 19. Jahrhundert zwar Pläne, die Burg wiederaufzubauen, sie wurden aber nie verwirklicht.

### 20. Jahrhundert und heutige Nutzung

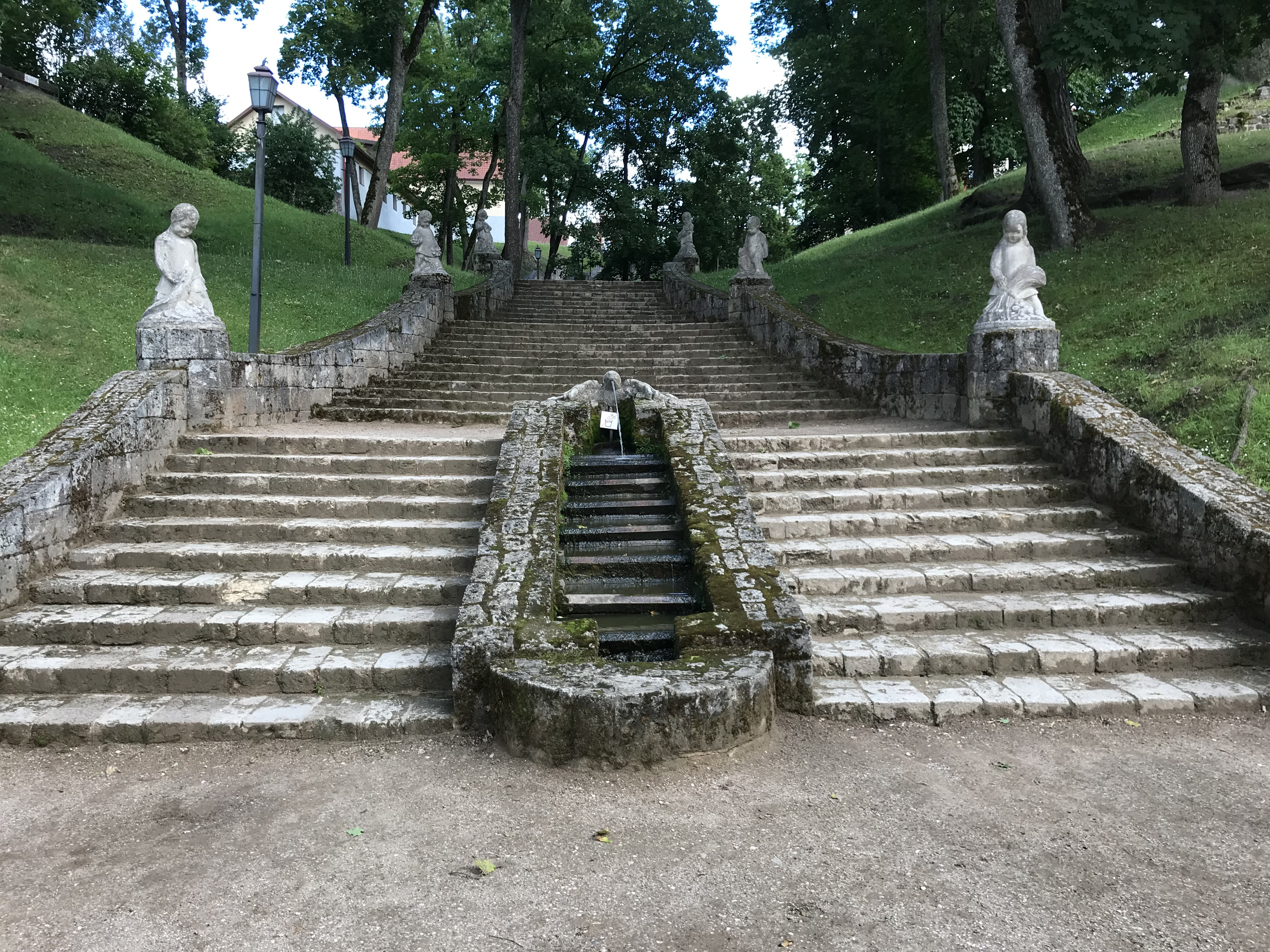
Treppenaufgang zur Burg

Die Familie Sievers blieb bis zu ihrer Enteignung 1920 Eigentümerin der Anlage. Unter ihr kam es ab 1912 zu ersten Instandhaltungsarbeiten, zu denen 1914 auch Baumaßnahmen an der oberen Partie des Westturms zählten. Er erhielt dabei seine heutige Gestalt und wurde mit einem Kegeldach versehen. 1937, 1952 bis 1962 und ab 1992 folgten weitere Erhaltungs- und Restaurierungsmaßnahmen. 2015 endete die erneute Restaurierung des wuchtigen Westturms. Mitunter gleichzeitig zu den Baumaßnahmen fanden im Burgareal Ausgrabungen statt, so zum Beispiel 1927, 1960 und von 1974 bis 2008. Dabei sicherten Archäologen fast 13.000 Fundstücke aus dem 13. bis 18. Jahrhundert.
Die Burg kann entgeltlich besichtigt werden. Für interessierte Besucher gibt es Führungen; sowohl in der Ruine als auch im Herrenhaus aus dem 18. Jahrhundert, in dem sich seit 1949 das Wendener Stadtmuseum für Geschichte und Kunst befindet. Regelmäßige Veranstaltungen wie ein alljährlich im Spätsommer stattfindendes Mittelalterfestival und ein Historisches Filmfestival gehören ebenso zum Programm wie Rittermahle und Kinderfeste. Zudem können diverse Räumlichkeiten für Veranstaltungen wie Konferenzen, Seminare, Hochzeiten, Konzerte oder Theateraufführungen gemietet werden.

## Beschreibung

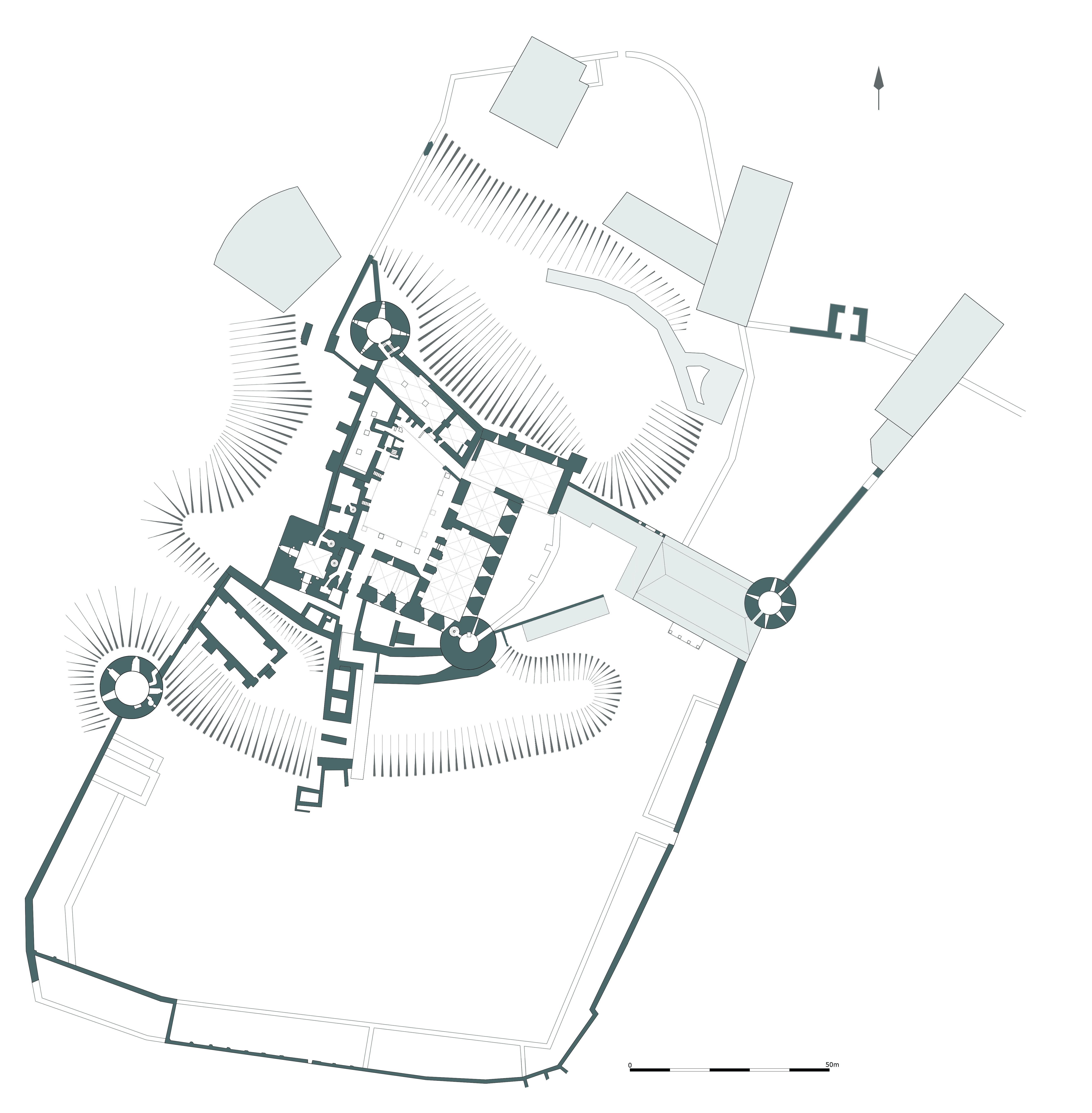
Erdgeschossgrundriss

Die Burganlage in Wenden bestand im Mittelalter aus einer Kernburg, die an drei Seiten von befestigten Vorburgen umgeben war. Die vierte Seite im Westen wurde durch einen tiefen Graben geschützt. Die Burgareale waren durch Zwischenmauern, Zwinger, Torbauten und Gräben voneinander getrennt. Wassergräben im Nordosten und Nordwesten trennten die Vorburgen von der Stadt Wenden, deren Stadtmauer mit der Burg verbunden war. Insgesamt nahm die Anlage etwa vier Hektar Grundfläche ein. Als Baumaterial fand vorwiegend gebrochener Kalkstein Verwendung, teilweise wurden aber auch Feldsteine zum Bau verwendet. Im 15./16. Jahrhundert kamen dann Backsteine beim Einbau der gotischen Gewölbedecken zum Einsatz.
Westlich der Burg erstreckt sich ein Landschaftsgarten vom Beginn des 19. Jahrhunderts mit gewundenen Fußwegen, exotischen Pflanzen, einem Teich und dem Nussberg genannten Burghügel, auf dem die Vorgängeranlage der Deutschordensburg stand.

### Vorburgen

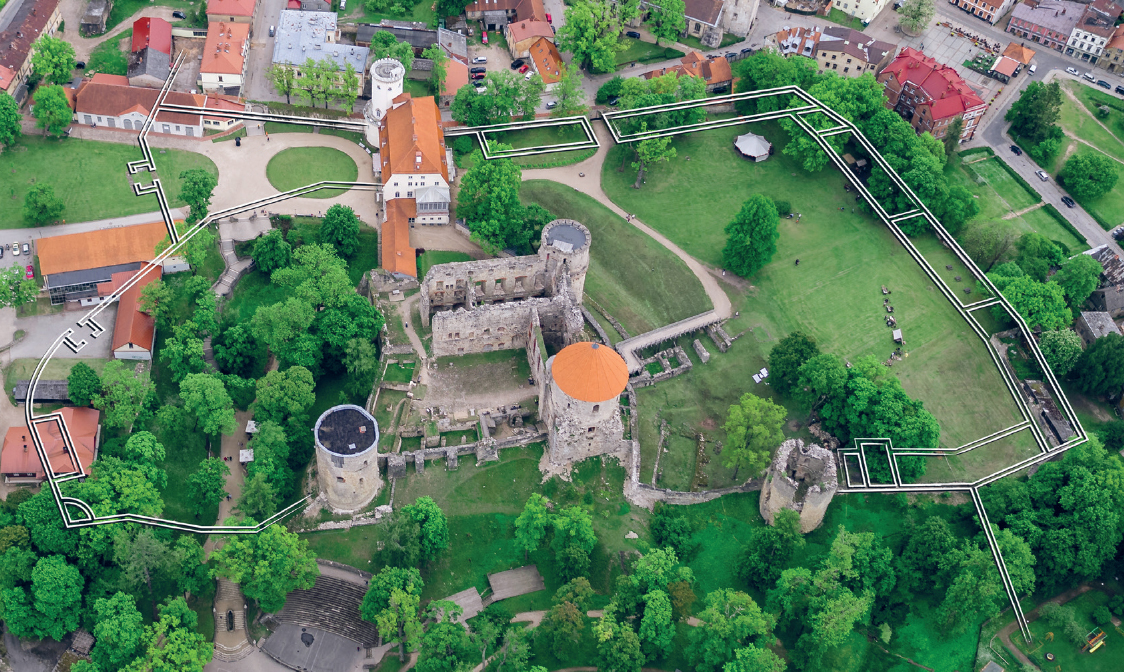
Luftbild der Burganlage mit darin markierter Lage der drei früher vorhandenen Vorburgen

Der Hauptzugang zur Anlage erfolgte über die zweite Vorburg im nordöstlichen Bereich des Burgareals. Eine hölzerne Brücke führte zum dortigen Torbau an der Nordseite. Ein zweites Tor an der Südseite führte in die große erste Vorburg im südlichen Bereich der Burganlage. Dieses zweite Tor war durch einen großen Rundturm aus der zweiten Hälfte des 15. Jahrhunderts geschützt, der „Lademacherturm“ genannt wurde und dessen oberer Teil heute nur noch eine Rekonstruktion ist. An der Stelle des Torbaus steht heute ein zweigeschossiges Herrenhaus mit Mansarddach aus dem 18. Jahrhundert. Der Putzbau schließt sich dem Lademacherturm direkt an.
Im Norden der Kernburg und östlich der zweiten Vorburg lag im 17. Jahrhundert eine dritte Vorburg die einen eignen mächtigen Torbau besaß und durch einen großen Halsgraben von der Kernburg getrennt war. Von ihrer Bebauung ist heute aber nichts mehr erhalten. Anders verhält es sich mit der Bausubstanz der ersten Vorburg im südlichen Bereich der Wendener Ordensburg. Von ihr sind sowohl die Ringmauer als auch der Rundturm an der Westseite erhalten. Vom Bereich der ersten Vorburg führt eine 42 Meter lange Brücke über den Halsgraben zum Tor der Kernburg.

### Kernburg

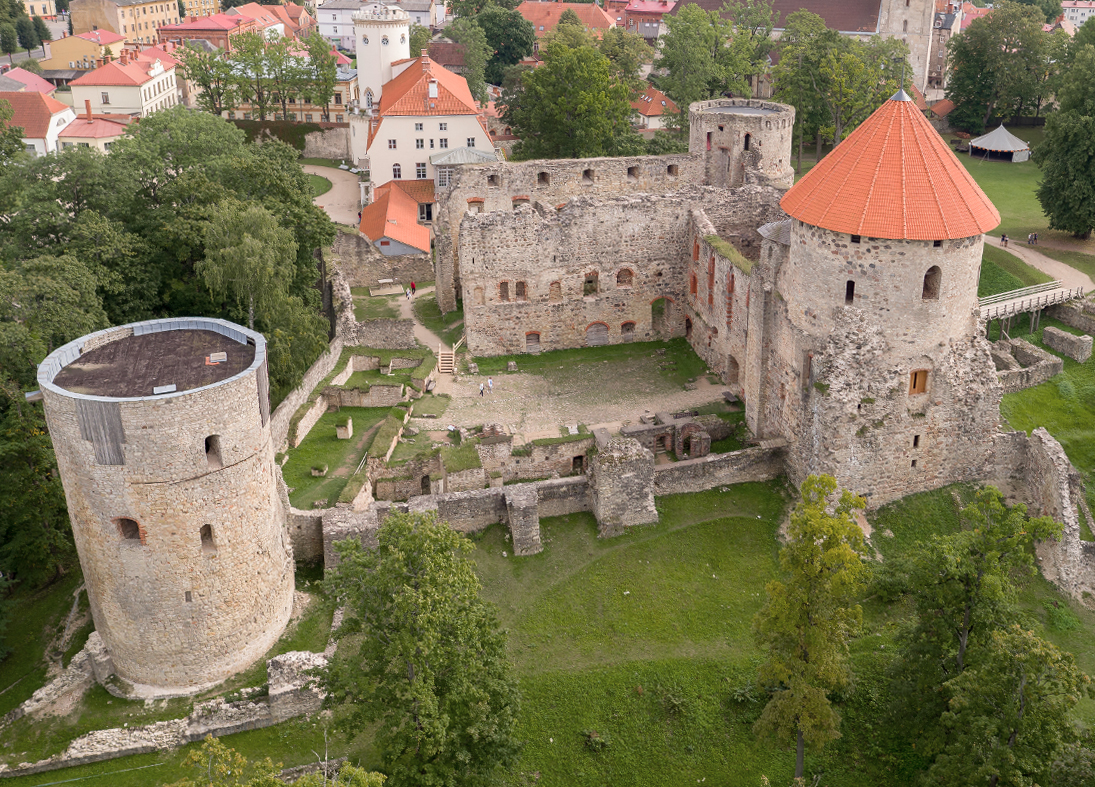
Luftbild der Kernburg aus nordwestlicher Richtung

Die Kernburg Wendens nahm ein etwa 60 × 60 Meter messendes Areal ein und war damit eine der größten Burgen im Deutschordensstaat. Ihre vier dreigeschossigen Flügel bildeten ein unregelmäßiges Viereck und umgaben einen Innenhof. Die Hauptetagen lagen im ersten Obergeschoss. Dort befanden sich prunkvolle Säle, von denen heute noch vorhandene Steinkonsolen zeugen. Die Nord-, West- und Südecke wurden von Ecktürmen markiert, während an der Ostecke die romanische Kapelle stand. Deren einziges Geschoss wurde von einem dreijochigen Gewölbe überspannt. Sie war 25 Meter lang und 9,75 bis 11 Meter breit. In den erhaltenen Mauerresten ihrer Nordseite findet sich eine Nische für ein Sakramentshäuschen. Vom übrigen Nordflügel sowie dem einstigen Westtrakt sind nur noch die Kellergeschosse vorhanden, während die Außenmauern von Ost- und Südflügel noch fast auf vollständiger Höhe erhalten sind. Im Erdgeschoss zeugen bauliche Reste an den Hofseiten von den dort früher vorhandenen, offenen Galerien.
Der südliche Eckturm der Kernburg trägt den Namen „Langer Hermann“ und ist einer von insgesamt vier Rundtürmen der Burganlage. Die Außendurchmesser dieser Türme betragen alle zwischen 13 und 14 Metern, und ihre Mauern sind zwischen 4 und 4,7 Metern dick. Während der nördliche Rundturm für das Aufstellen schwerer Geschütze bestimmt war, diente der Raum im Kellergeschoss des Langen Hermanns als Verlies. Sockel und unterer Mauerwerksbereich des Südturms bestehen aus wechselnden Lagen von Kalk- und Feldsteinen. Etwa auf halber Höhe weist er dekorative Blendarkaden auf, von denen jede zweite mit einer Wurfscharte ausgestattet ist. Der obere Abschluss des Turms besteht aus einem Rundbogenfries, bei dem jeder zweite Bogen eine Schießscharte aufweist.

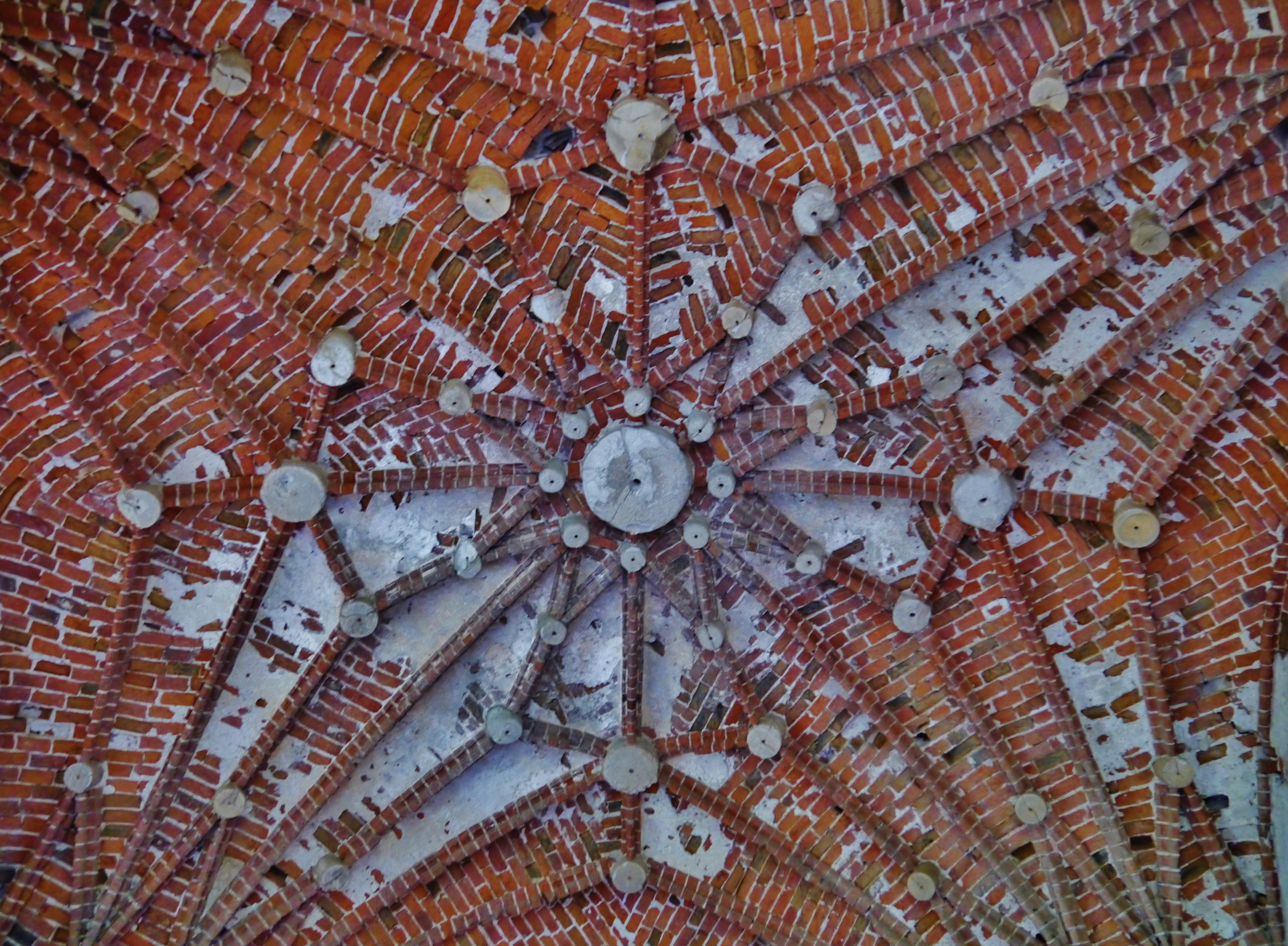
Sterngewölbe in der Meisterkammer

Der wuchtige Westturm besitzt einen 17 × 17 Meter messenden, quadratischen Grundriss, sein oberstes Geschoss ist jedoch rund ausgeführt und mit einem ziegelgedeckten Kegeldach versehen. Die Außenmauern sind bis zu 4,6 Meter dick und bieten somit genügen Platz für darin befindliche Gänge und Wendeltreppen. Der Keller des Westturms besitzt eine Decke mit Kreuzgratgewölbe, während der 7,75 × 8,1 Meter große, „Meisterkammer“ genannte Wohn- und Repräsentationsraum des Landmeisters im ersten Obergeschoss die Reste eines spätgotischen Sterngewölbes aufweist. Dieses war früher blau glasiert, und seine 69 Schlusssteine besaßen Verzierungen in Form von goldenen Sternen. Neben dem Wohnaspekt diente der Westturm dem Schutz des neben ihm im Erdgeschoss des Südflügels liegenden Hauptzugangs der Kernburg, der zum gepflasterten Innenhof führte.
Im ersten Geschoss des Südflügels lag ein 20,6 Meter langer und 7,8 Meter breiter Festsaal mit Gewölbedecke, von der noch die Konsolen erhalten sind. Das Hauptgeschoss des Ostflügels wurde mehrheitlich von dem 22 × 11 Meter großen Refektorium mit einem schlichten Kreuzrippengewölbe, das von drei schlanken Mittelsäulen getragen wurde, eingenommen. Im darunter liegenden Erdgeschoss befanden sich eine Backstube, die Küche und ein Brauhaus. Der westliche, neben der Burgkapelle liegende Teil des Nordflügels wurde vielleicht als Kapitelsaal genutzt.